# Trudoliubivka, Kompaniivka
Trudoliubivka (în ucraineană Трудолюбівка) este un sat în comuna Harmanivka din raionul Kompaniivka, regiunea Kirovohrad, Ucraina.

## Demografie
Componența lingvistică a localității Trudoliubivka
     Ucraineană (99,28%)
Conform recensământului din 2001, majoritatea populației localității Trudoliubivka era vorbitoare de ucraineană (99,28%), existând în minoritate și vorbitori de alte limbi.